# Скордалија
Скордалија (грчки: σκορδαλια, такође назван αλιαδα), или таратор на турском, је густ пире у грчкој и турској кухињи направљен од белог лука, кромпира, ораха, бадема и течности натопљеног бајатог хлеба помешаног са маслиновим уљем и тако добија глатку емулзију у коју се дода мало сирћета. Обично се прави са аваном и тучком. Служи се као сос, прилог или умак.

## Преглед
Скордалија је савремени еквивалент древном skorothalmi. Име, с друге стране, може бити плеонастична сложеница грчког σκορδο што значи бели лук.
Обично се служи са прженом рибом у тесту (посебно сланим бакаларом, μπακαλιαρος), прженим поврћем (посебно патлиџаном и тиквицама), пошираном рибом или куваним поврћем (посебно цвеклом).
Варијанте скордалије могу укључивати јаја као емулгатор, изостављајући или смањујући масни састојак, што чини сличним провансалском аолију. На Јонским острвима обично се уместо сирћета додају темељац од бакалара и лимун, а затим се скордалија једе као главно јело. 